# Alfred von Goßler
Karl Max Eugen Alfred von Goßler (* 17. März 1867 in Guhrau, Provinz Niederschlesien; † 16. August 1946 auf Gut Testorf, Holstein) war ein deutscher Verwaltungsjurist, Rittergutsbesitzer und Politiker in Preußen.

## Leben

### Herkunft und Familie
Alfred von Goßler war ein Sohn des preußischen Landrats und Abgeordneten Eugen von Goßler (1823–1892) und der Elise von Schönitz (1839–1935). Er heiratete 1895 in Berlin Elisabeth (Ilse) Felicitas Anna Henriette Mauve genannt von Schmidt (1871–1951), die Tochter des preußischen Oberst Karl Moritz Eberhard Mauve (1832–1886, ab 1861 Mauve genannt von Schmidt) und der Valeska Klara Ida Sophie von Rentz (1837–1917). Ihre Tochter war Dorothea Sybille (Spitzname: Dosy) von Goßler (1906–2001), die die Mutter von Justus Frantz war.

### Laufbahn
Alfred von Goßler besuchte von 1881 bis 1886 die Klosterschule Roßleben. Anschließend studierte er bis 1889 an der Ruprecht-Karls-Universität Heidelberg Rechtswissenschaft. 1886 wurde er Mitglied des Corps Saxo-Borussia Heidelberg. Als Inaktiver wechselte er an die Friedrich-Wilhelms-Universität zu Berlin. 1889–1892 war er Gerichtsreferendar in Rathenow und Berlin, anschließend für zwei Jahre Regierungsreferendar in Frankfurt a/O. Es folgte von 1895 bis 1898 die Zeit als Regierungsassessor im Landratsamt Trebnitz und im Anschluss bis 1901 bei der Regierung in Kassel.
Nach dem Vorbereitungsdienst war er in den Jahren 1901 bis 1908 Landrat des Kreises Brieg (Niederschlesien). Anschließend gehörte er für 10 Jahre als Vertreter der Deutschkonservativen Partei dem preußischen Abgeordnetenhaus an, wo er als Abgeordneter den Wahlkreis Breslau 1 (Guhrau – Steinau – Wohlau) vertrat. Von 1915 bis 1918 war er gewähltes Mitglied des Reichstags für den Wahlkreis Guhrau – Wohlau.
Er war in der Preußischen Armee und kämpfte an der Westfront (Erster Weltkrieg) und der Ostfront zum Ende seiner Militärzeit als Rittmeister im Husaren-Regiment „von Zieten“ (Brandenburgisches) Nr. 3, dem Regiment seines Vaters.
1915 wurde er, durch den Corpsbruder Hans Joachim von Brockhusen-Justin, welcher den Aufbau der Verwaltung im besetzten Baltikum organisierte, bei General Erich Ludendorff vorgeschlagen, zum Chef der deutschen Zivilverwaltung in Kurland mit Amtssitz in Mitau ernannt und verblieb auf diesem Posten bis zu seiner Abberufung im Jahr 1918. Das Deutschtum der Bevölkerung im Baltikum beeindruckte ihn nachhaltig und er schrieb, dass diese „...nicht nur deutsch waren bis ins Innerste ihres Herzens, sondern die auch jederzeit den Mut besessen haben, für ihr Deutschtum einzutreten mit Leib und Seele, mit Gut und Blut“.
Alfred von Goßler war Gutsherr auf Schätz und nach dem Tod seiner Mutter 1935 erbte er auch das Rittergut Klein-Kloden im Kreis Guhrau. Die Familie musste zum Ende des Zweiten Weltkriegs das Gut Schätz verlassen und kam auf Gut Testorf unter, wo Alfred von Goßler 1946 starb. Goßler war Kommendator der Schlesischen Genossenschaft des Johanniterordens. Diese Aufgabe übernahm dann kurzzeitig kommissarisch der Verwaltungsjurist Georg von Thaer.

## Werk
- Karl Helfferich zum Gedächtnis, Hempel, 1924.

## Ehrungen (Auswahl)
- Roter Adlerorden IV. Klasse
- Eisernes Kreuz II. Klasse
- Rechtsritter (Kommendator) des Johanniterordens